# Au pays des merveilles de Juliet
Albums de Yves Simon
La Planète endormie
(1969) Respirer, chanter
(1974)
Singles
1. Les Gauloises bleues
Sortie : 1972
2. Au pays des merveilles de Juliet
Sortie : février 1973

Au pays des merveilles de Juliet est un album studio d'Yves Simon, paru chez RCA en septembre 1973. Il  contient notamment la chanson-titre, en hommage à Juliet Berto dans le film La Chinoise de Jean-Luc Godard.
Le disque, bien accueilli par la critique et le public, obtient le Grand Prix de l'Académie du disque et sera certifié disque d'or pour 100 000 exemplaires vendus,.

## Titres
| No  | Titre                            | Durée |
| --- | -------------------------------- | ----- |
| 1.  | Les Bateaux du métro             | 2:20  |
| 2.  | Rue de la Huchette               | 2:20  |
| 3.  | Au pays des merveilles de Juliet | 2:25  |
| 4.  | Sur les bords de la Moselle      | 3:56  |
| 5.  | Mass Media Song                  | 4:15  |
| 6.  | Les Gauloises bleues             | 3:00  |
| 7.  | Les Promoteurs                   | 2:35  |
| 8.  | Nous partirons nous deux         | 3:50  |
| 9.  | Regarde-moi                      | 2:55  |
| 10. | La Maison blanche de Patricia    | 2:40  |
| 11. | Little Thomas Dupont             | 2:45  |

## Musiciens
- Yves Simon : guitare acoustique, chant
- Claude Pavi : guitare électrique et 12 cordes
- Max Hédiguer : basse
- Jean-Claude Guzelli : contrebasse
- Jean-Marie Hauser : batterie
- André Cecarelli : batterie
- Alain Demarest : batterie
- Pierre Louis : violon
- Michel Ripoche : violon
- Jean-Claude Dequéant : flûtes, piano
- Bernard Pépin : saxophone soprano
- Eddy Efira : Steel guitar
- Michel Delaporte : percussions
- Albert Stoop : bandonéon
- Claude Chauvet, Catherine Garret, Claudine Meunier, Georges Costa, Marcel Engel et Patrick Beauvarlet : chœurs